# Victory (casa discografica)

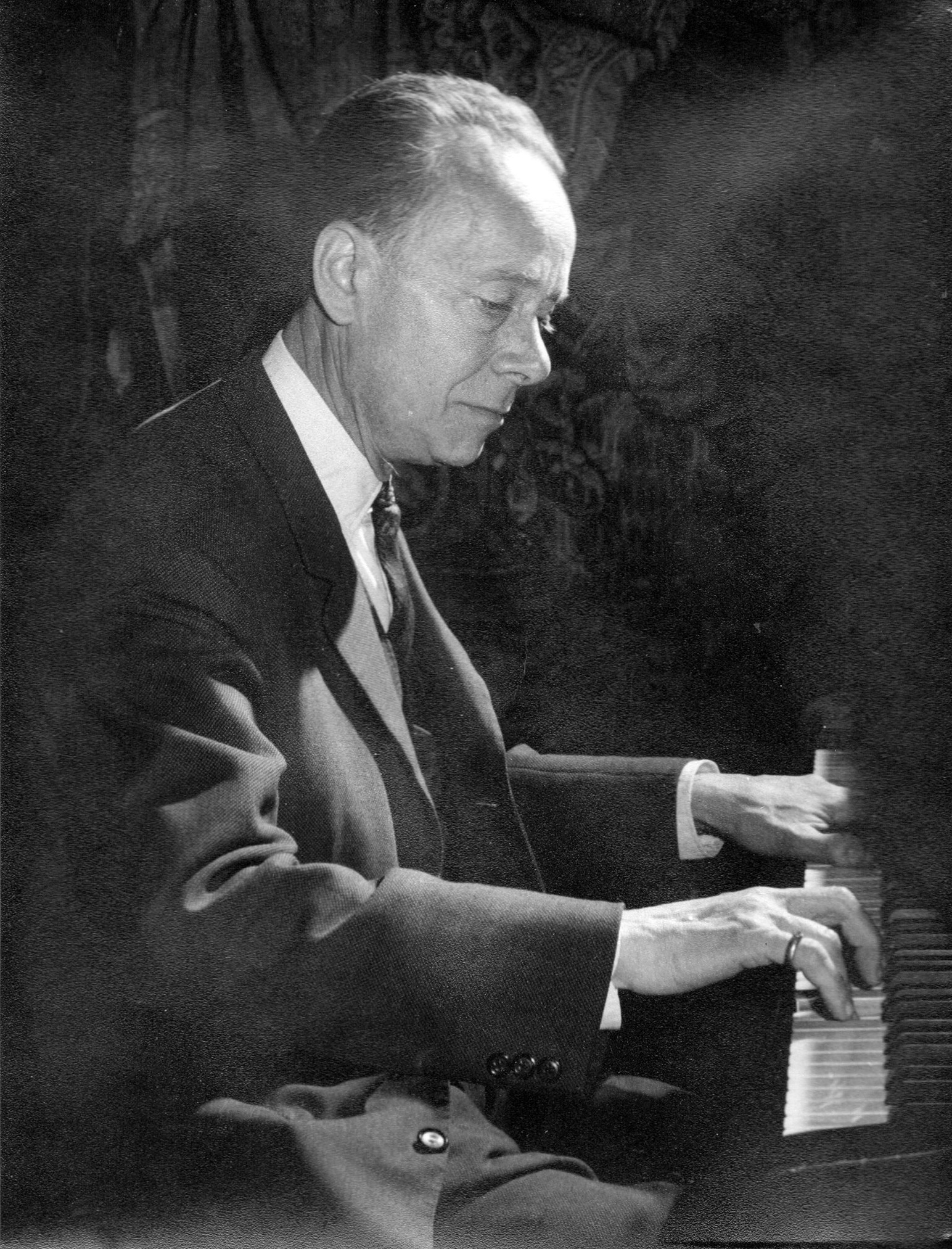
Alfredo Rossi (foto del 1988)

La Victory fu una casa discografica italiana attiva tra il 1968 e il 1979, appartenente al gruppo Ariston Edizioni Discografiche e Musicali s.r.l.

## Storia della Victory
La Victory fu fondata nel 1968 da Alfredo Rossi, fratello del noto compositore e discografico Carlo Alberto Rossi, nonché fondatore delle Edizioni musicali Ariston, della Ariston Records, della First e della Jet.
L'etichetta venne usata soprattutto per il lancio di nuovi talenti, che spesso poi passavano alla casa madre: tra questi possiamo ricordare Anselmo Genovese.
Altri artisti pubblicati dalla Victory furono Miranda Martino, Vasso Ovale e Michele Lacerenza.

## Dischi
La datazione qui riportata si basa sull'etichetta del disco o sulla copertina; qualora nessuno di questi elementi abbia una datazione, è basata sulla numerazione del catalogo; talora è, infine, basata sul codice della matrice di stampa. Se esistenti, sono riportati, oltre all'anno, il mese e il giorno (quest'ultimo dato si trova, a volte, stampato sul vinile).

### 33 giri
| Numero di catalogo | Anno          | Interprete   | Titoli                                |
| ------------------ | ------------- | ------------ | ------------------------------------- |
| VY/LP 10019        | 1968          | Gli Scooters | Sentimental                           |
| VY/LP 10021        | 1969          | Gli Scooters | Gli Scooters alla Capannina           |
| VY/LP 10050        | 1971          | Simon Luca   | Da tremila anni (Musica della parola) |
| VY/LP 10051        | Dicembre 1971 | Planetarium  | Infinity                              |

### 45 giri
| Numero di catalogo | Anno | Interprete          | Titoli                                          |
| ------------------ | ---- | ------------------- | ----------------------------------------------- |
| VY 015             | 1968 | Vasso Ovale         | Amerò solo te/Okay                              |
| VY 016             | 1968 | Renzo Djalma        | Bugia/Come due vecchi amici                     |
| VY 017             | 1968 | Palma Calderoni     | Questo amore/Io voglio te                       |
| VY 018             | 1968 | Scooters            | Zum bai bai/Nasce una vita                      |
| VY 019             | 1968 | Vasso Ovale         | Innamorato (come un ragazzo)/La ragazza che amo |
| VY 020             | 1969 | Miranda Martino     | Il mio mondo/Stagione                           |
| VY 021             | 1969 | Scooters            | Divorzista/Romanzo                              |
| VY 022             | 1969 | Top 4               | Lei si ferma con me/Ascolta il tempo            |
| VY 023             | 1969 | Anselmo             | Il fuoco è spento/Era soltanto ieri             |
| VY 025             | 1969 | Anselmo             | Per 70 lire/Dove sei                            |
| VY 028             | 1970 | Top 4               | Immagine/Città                                  |
| VY 030             | 1971 | Simon Luca          | Parlo parlo ma penso a lei/Niente di più facile |
| VY 032             | 1970 | Scooters            | Il circo/El circo                               |
| VY 033             | 1971 | Top 4               | Isola blu/I tuoi occhi, i tuoi capelli          |
| VY 034             | 1971 | Simon Luca          | Piccolo grande immenso dolore/Parlo di lei      |
| VY 036             | 1971 | Rita Monico         | Nella mia città/Una sciarpa rossa               |
| VY 050             | 1971 | Simon Luca          | Chiara/Spegni la luce                           |
| VY 051             | 1971 | Gianfranco Martello | Amo Maria/L'amore è così                        |
| VY 052             | 1971 | Planetarium         | Love/Life                                       |
| VY 053             | 1971 | Planetarium         | Man (part II)/The moon                          |
| VY 057             | 1975 | Gil & The Sweet Man | Fili/Ma c'è di più                              |
| VY 058             | 1976 | Michele Lacerenza   | Adagio cantabile/Brasiliana Nights              |
| VY 059             | 1977 | Sabino Riccio       | Lei tangheide, lui tangò/Albergo di periferia   |
| VY 060             | 1977 | Elena Calivà        | Donna oggetto/Se l'amore                        |